# Aleksandr Zinovjev

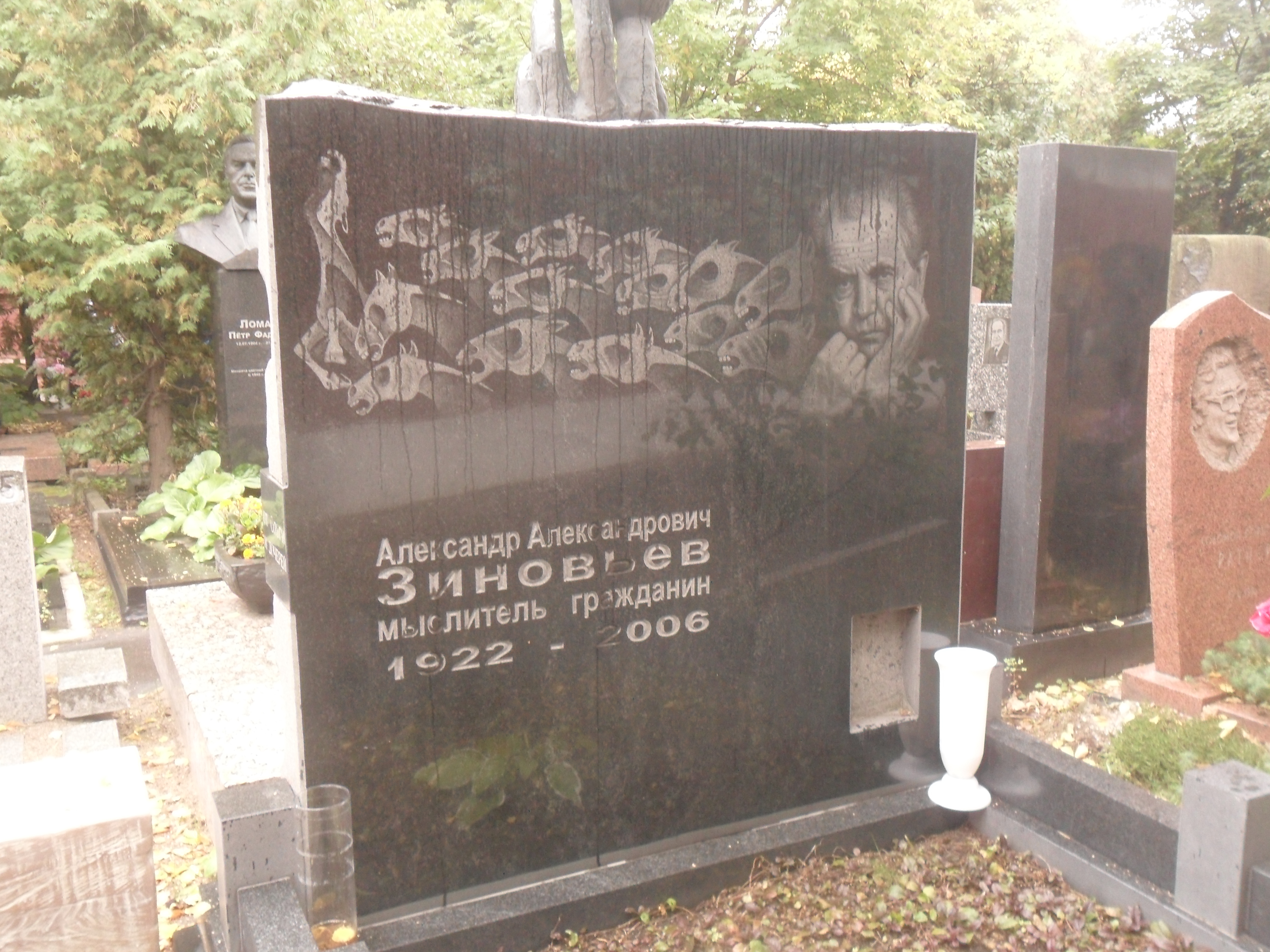
Grafsteen

Aleksandr Aleksandrovitsj Zinovjev (Russisch: Александр Александрович Зиновьев) (Pachtino, 29 september 1922 - Moskou, 10 mei 2006) was een Russische schrijver en wetenschapsfilosoof. In zijn laatste hoedanigheid was hij slechts in beperkte kring bekend. Grote bekendheid kreeg hij door zijn kritische roman Gapende hoogten.

## Leven
Als student raakte Zinovjev al in conflict met de autoriteiten door zijn openlijke kritiek op Jozef Stalin. Hij vluchtte in eerste instantie naar Siberië maar besloot na het uitbreken van de oorlog met Duitsland in 1941 zich aan te sluiten bij het Rode Leger. Hij diende in de oorlog als gevechtsvlieger.
Later maakte hij carrière binnen het Filosofisch Instituut als wetenschapsfilosoof. Zijn kritische houding leverde echter steeds meer conflicten op. Toen Gapende Hoogten in 1976 in Zwitserland in het Frans en in het Russisch verscheen, leidde dat tot zijn ontslag. In 1978 vertrok hij naar het Westen en werd hem zijn staatsburgerschap van de Sovjet-Unie ontnomen.
Na meer dan 21 jaar ballingschap keerde hij terug naar Rusland in 1999, hij verklaarde dat hij niet langer bij het kamp hoorde dat "zijn land en volk vernietigde".  Hij zei dat de VS een sleutelrol speelde in de val van de Sovjet-Unie: "Onder leiding van de Verenigde Staten heeft het Westen opzettelijk een programma voor de vernietiging van Rusland uitgevoerd". Over de collectivisatie zei hij dat het een lang verwacht cadeau aan de Russische boeren was. Bij de Russische presidentsverkiezingen van 1996 steunde hij Gennadi Zjoeganov, de communistische tegenkandidaat van Boris Jeltsin. Hij verklaarde ook zijn steun voor Slobodan Milošević, ook was hij niet langer een tegenstander van Stalin en noemde hem een van de grootste figuren van de 20ste eeuw.
Aleksandr Zinovjev overleed na een lang ziekbed (hij had kanker) op 83-jarige leeftijd.